# Guy de Bosschère
Guy de Bosschère, né le 3 janvier 1924 à Forest et mort le 21 juin 2003 à Sidi Bou Saïd, est un journaliste et essayiste belge.

## Biographie

### Jeunesse
Neveu de Jean de Bosschère, il étudie la culture gréco-latine à l'abbaye de Maredsous puis l'histoire à l'Université catholique de Louvain.
Pendant la Seconde Guerre mondiale, il s'engage dans la résistance belge, notamment au sein de l'Armée secrète.

### Carrière
Ancien président de la Fédération internationale des écrivains de langue française, il contribua notamment aux revues Le Monde diplomatique, La Quinzaine littéraire, Europe, Combat, Esprit et Les Temps modernes ou Présence africaine, dont il fut le rédacteur en chef.

## Œuvres
- 1967 : Autopsie de la colonisation
- 2002 : La Guerre sans armes : douze années de luttes non violentes en Europe, 1952-1964